# Uniemyśl (województwo dolnośląskie)
Uniemyśl (przed 1945 niem. Berthelsdorf) – wieś w Polsce położona w województwie dolnośląskim, w powiecie kamiennogórskim, w gminie Lubawka, nad potokiem Szkło, na granicy Gór Kruczych i Zaworów. 

## Podział administracyjny
W latach 1975–1998 miejscowość należała administracyjnie do województwa jeleniogórskiego.

## Położenie
Uniemyśl leży w Sudetach Środkowych, w Kotlinie Kamiennogórskiej, w obniżeniu pomiędzy Górami Kruczymi a Zaworami. Jedyne połączenie z resztą kraju wiedzie przez Chełmsko Śląskie. Na południu leży Okrzeszyn, a jeszcze dalej, po stronie czeskiej leżą Petříkovice.

## Historia
Na tym terenie najprawdopodobniej w X wieku dominowali Bobrzanie – jedno z polskich plemion.
Uniemyśl został założony przez Czechów, bowiem do 1289 r. południowa część Kotliny Kamiennogórskiej wchodziła w obręb Czech, następnie zaś wskutek sojuszu jaworsko-czeskiego Bolko I Surowy przejmuje od Wacława II Chełmsko Śląskie wraz z okolicznymi ziemiami. Wieś lokowana w dokumencie z 1367 r., w którym mowa jest o nabyciu przez Bolka I Surowego wsi od Wacława Il, tym samym Uniemyśl staje się częścią księstwa jaworskiego, które w okresie rozbicia dzielnicowego stanowiło część Królestwa Polskiego.  

## Zabytki

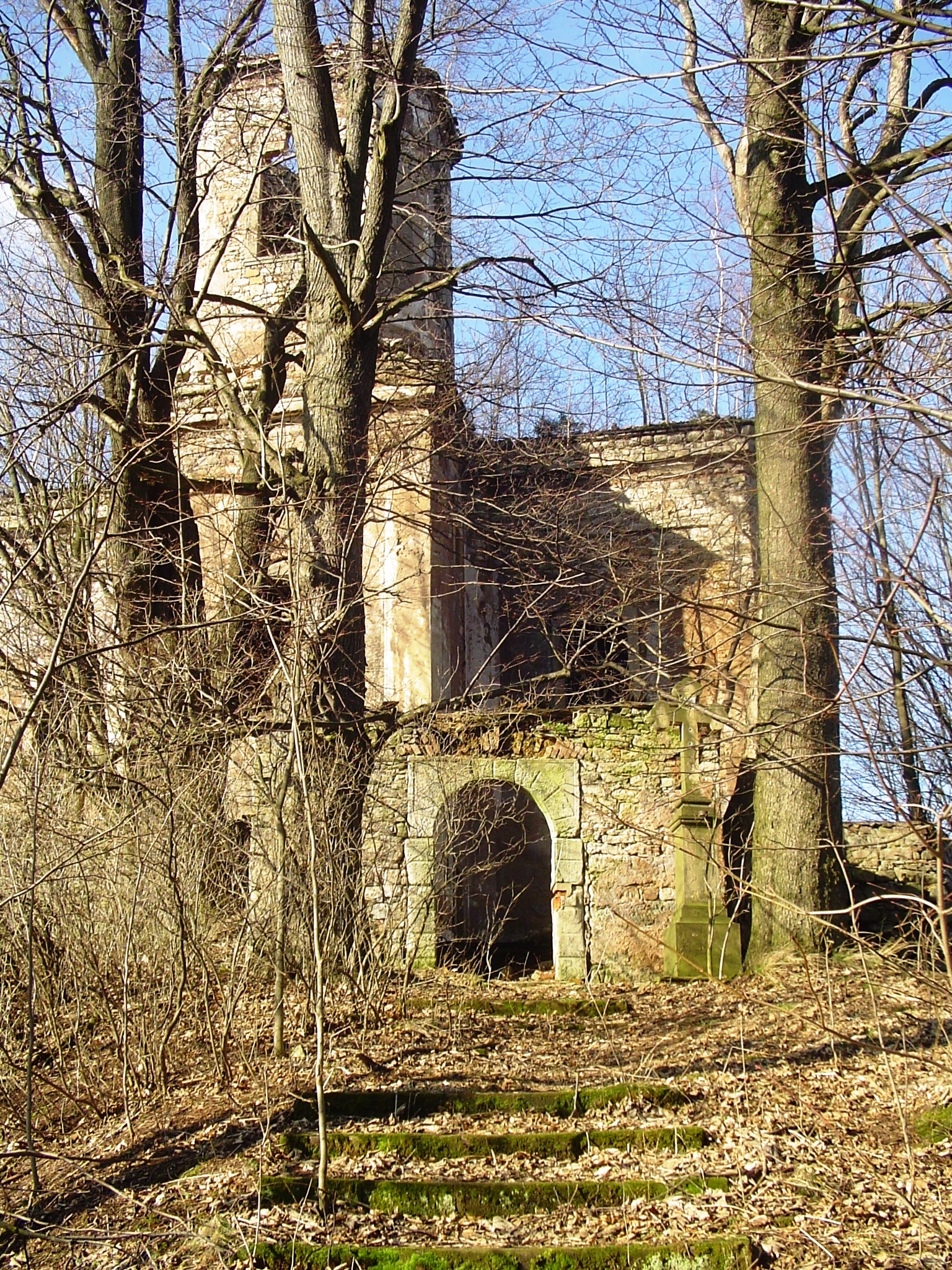
Ruiny kościoła św. Mateusza

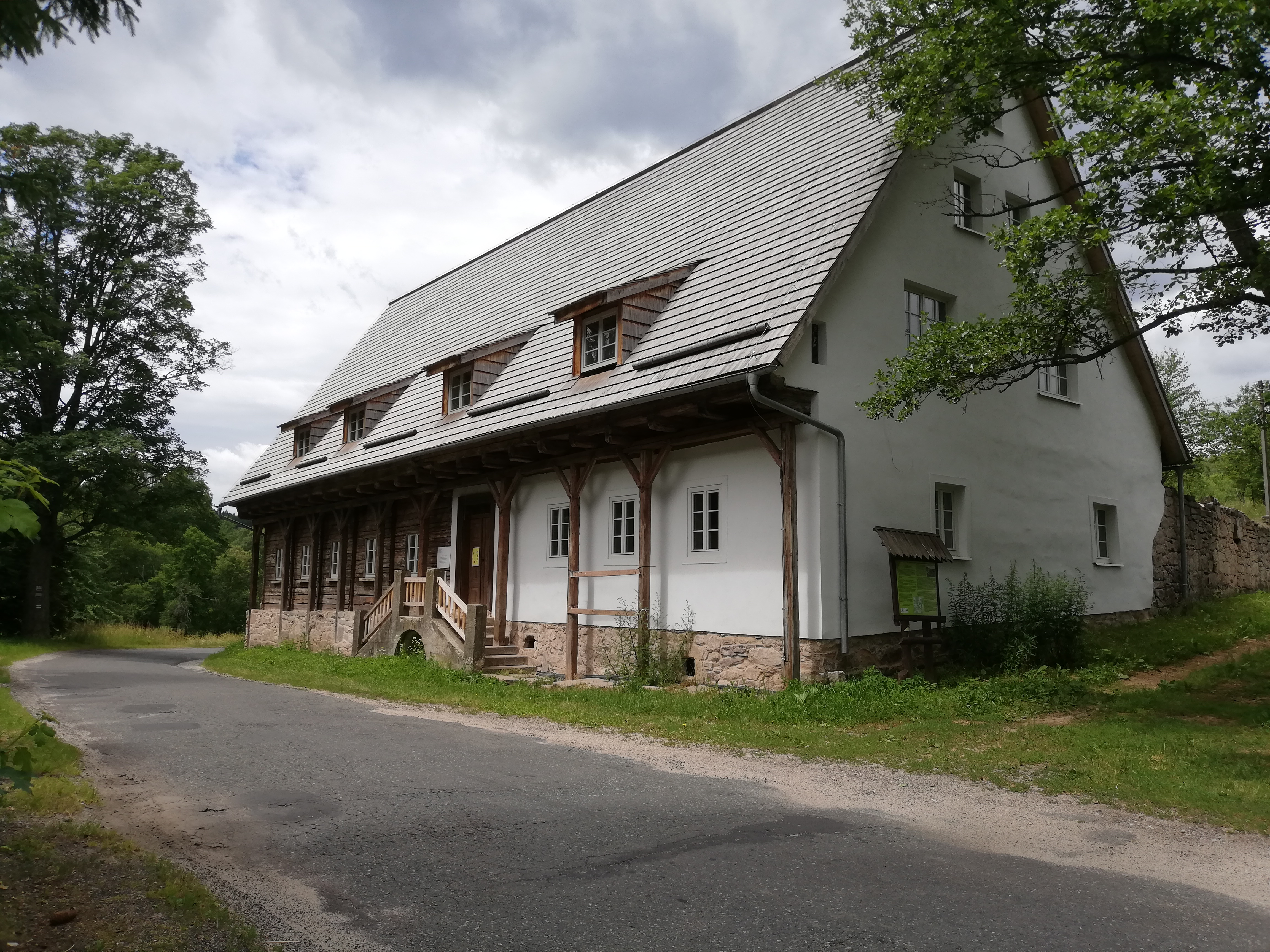
Karczma sądowa

Do wojewódzkiego rejestru zabytków wpisane są obiekty:
- kościół filialny pw. św. Mateusza, ruiny, położony na wzniesieniu w centrum wsi, barokowy, wybudowany w latach 1748-1750 - w XVIII w., spłonął doszczętnie w 1972 r. Jego twórcą był J. A. Jentsch, jeden z wybitniejszych budowniczych barokowych na Śląsku, pracujący na potrzeby cystersów z Krzeszowa.
- karczma sądowa, obecnie dom nr 18 (decyzja nr 60), drewniano-murowana, przysłupowy, z XVIII-XX w.

## Klub Przyrodników
Niszczejącą karczmę kupił w 2008 r. Klub Przyrodników, planujący zorganizowanie tutaj stacji terenowej, prowadzącej działania z zakresu ochrony przyrody na obszarze Sudetów i Dolnego Śląska oraz edukacji przyrodniczej skierowanej zwłaszcza do dzieci i młodzieży. W przyszłości powstanie tutaj biuro, biblioteka przyrodnicza oraz ekspozycja muzealna, będą prowadzone warsztaty, konferencje i różnorodne wydarzenia. Podobnie jak wiele innych domów przysłupowych w regionie, budynek przez wiele lat popadał w ruinę i obecnie wymaga generalnego remontu oraz przystosowania do pełnienia nowych funkcji. W pierwszej kolejności, pod okiem konserwatora zabytków z Jeleniej Góry, karczma została zabezpieczona przed dalszą dewastacją, a obecnie trwają prace nad pozyskaniem funduszy i opracowaniem dokumentacji niezbędnej do realizacji dalszych prac. 
Do Uniemyśla coraz częściej zaglądają również sympatycy Klubu Przyrodników z innych części kraju i Europy, co przyczynia się do promocji Uniemyśla oraz sąsiednich miejscowości. 